# Безгривая зебра
Безгривая зебра (лат. Equus quagga borensis) — подвид бурчелловы зебры распространенный в северных районах Восточной Африки. Он простирается на северо-западе Кении, от Уасин-Гишу и озера Баринго до района Карамоджа в Уганде. Он также встречается в восточной части Южного Судана, к востоку от реки Нил, например, в Национальном парке Бома. Это самый северный подвид бурчелловы зебры.

## Описание
Безгривая зебра была впервые описана в 1954 году Тони Хенли, в то время рейнджером в охотничьем департаменте угандийского протектората, базирующемся в Морото и отвечающем за округ Карамоджа. недавно животные в Национальном парке Долины Кидепо были изучены фондом дикой природы Кидепо.
В ходе исследования, проведенного J. Pluháček, L. Bartoš и J. Vichová, было установлено, что из четырех подвидов обыкновенных зебр, безгривая зебра была единственным подвидом, в котором не было обнаружено убийств жеребят мужского пола взрослыми самцами-вожаками.

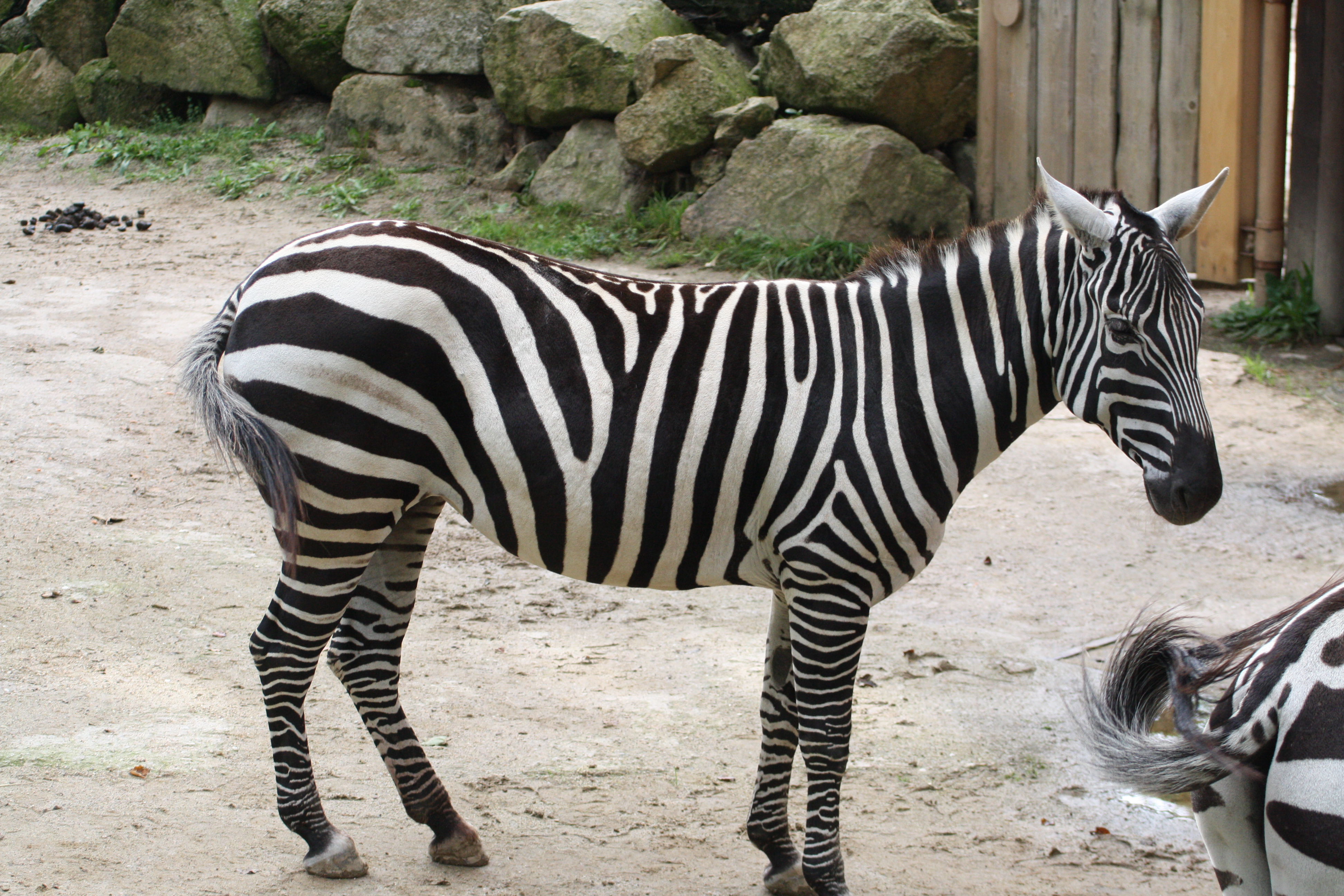